# Benni (Zeitschrift)
Benni ist eine multithematische Zeitschrift für Kinder ab der zweiten Klasse, die sich als „Mitmach-Magazin für junge Entdecker“ versteht. Mit Benni sollen sich Kinder die Welt, in der sie leben, erschließen und dabei das Lesen erlernen. Die Zeitschrift wird von dem zur Bayard-Gruppe gehörenden Sailer Verlag in Nürnberg herausgegeben.

## Überblick
Benni gibt es nur im Abonnement, die Zeitschrift wird nicht am Kiosk verkauft und erscheint monatlich mit einer verkauften Auflage von ca. 30.000 Exemplaren. Das Konzept von Benni ist nach Verlagsangaben von Grundschullehrern geprüft und wurde von der Stiftung Lesen als „pädagogisch wertvoll“ empfohlen.

## Geschichte
Benni wurde im September 1984 von Günter A. Schmid im Augsburger Weltbild Verlag gegründet. Seit 1999 liegt die Redaktion des Heftes beim Sailer Verlag. Die Figuren Benni und Teddy wurden mehrmals komplett modernisiert, zuletzt im September 2008. Im Juni 2024 wurde die Zeitschrift neu konzeptioniert und der Name von „Benni“ in „Quivi“ geändert.